# يان أوغيلفي
يان أوغيلفي (بالإنجليزية: Ian Ogilvie)‏ (24 أبريل 1922 - ) هو مدرب كرة قدم ولاعب كرة قدم بريطاني في مركز حراسة المرمى. لعب مع نادي دمبرتون.